# Pokrzywy (województwo warmińsko-mazurskie)

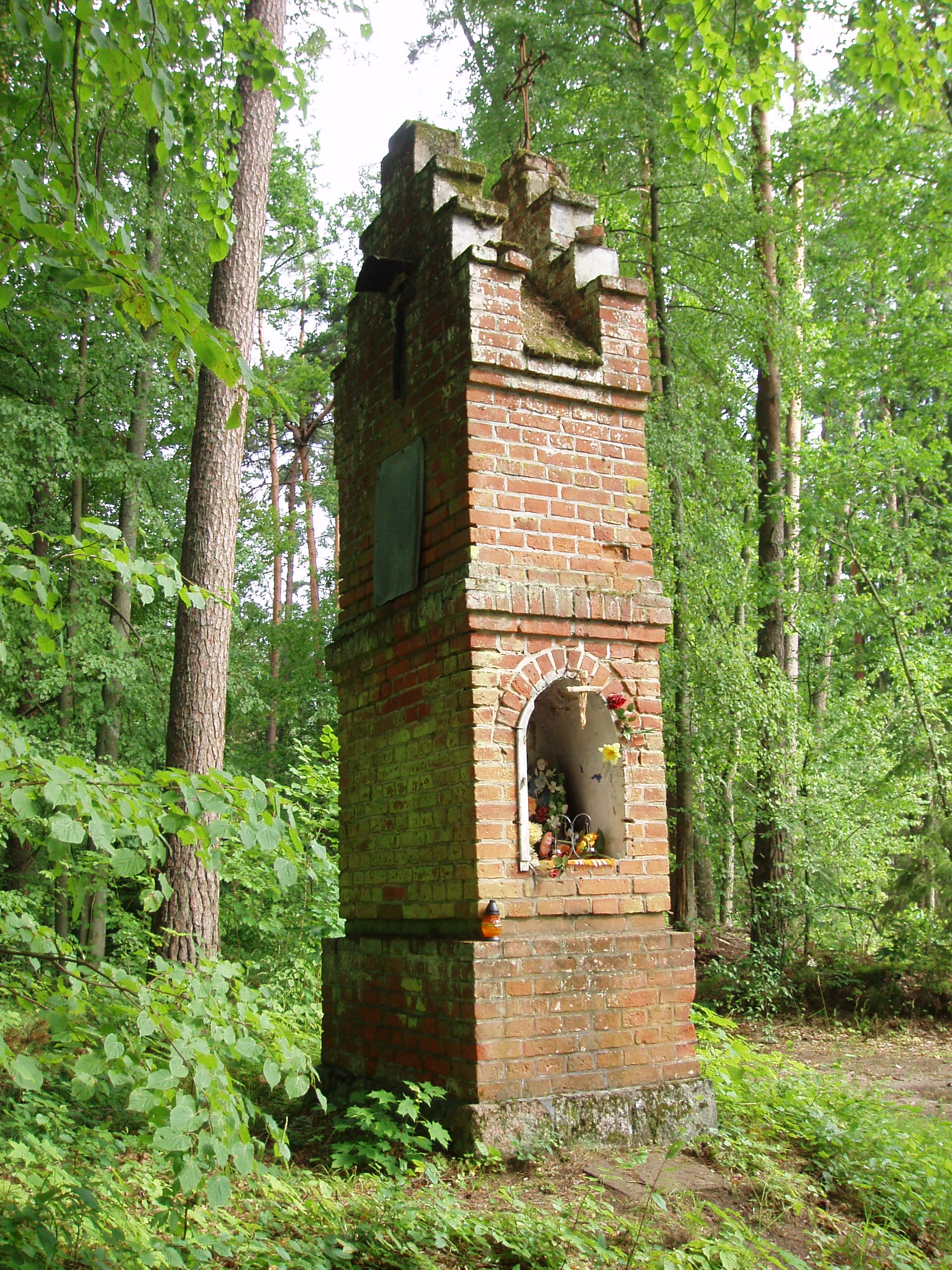
Kapliczka w lesie koło wsi Pokrzywy, przed odnowieniem

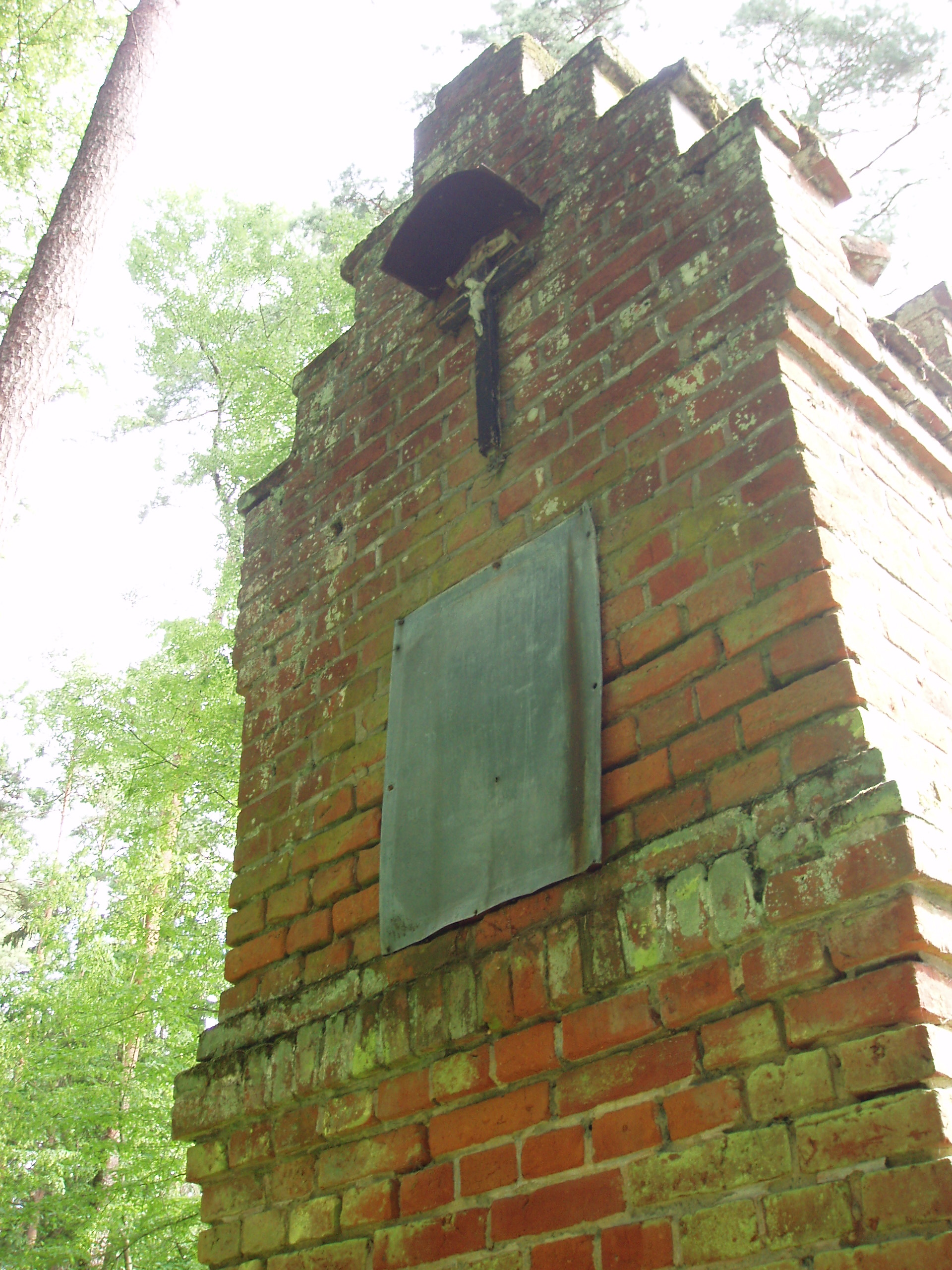
Widok od tyłu

Pokrzywy (dawniej niem. Friedrichsstädt) – wieś w Polsce położona w województwie warmińsko-mazurskim, w powiecie olsztyńskim, w gminie Purda. W latach 1975–1998 miejscowość administracyjnie należała do województwa olsztyńskiego.
Wieś warmińska w sołectwie Butryny i Nadleśnictwie Nowe Ramuki, licząca  ok. 50 mieszkańców, położona ok. 3 km na północ od Butryn, w pobliżu drogi Olsztyn – Zgniłocha - Jedwabno.

## Historia
Osada leśna, założona przez zarząd lasów królewskich w 1827 r., na zasadzie kontraktów dzierżawy dziedzicznej, w celu pozyskania robotników leśnych. Według innej relacji właściciel gruntów, na których powstała osada, wydzielił zalesiony obszar ze swej posiadłości i przekazał kilku robotnikom leśnym, zaopatrując nawet w budulec. Obdarowani nazwali osadę Friedrichsstätt (miejsce Friedrichsa). Nazwa urzędowo zatwierdzona 23 sierpnia 1827 r. Zatrudnienie miejscowej ludności w lasach, nie zaś w rolnictwie, było powodem, iż osadę nazywano początkowo przedsiębiorstwem (Etablissement), a nie wsią (1835, 1870). W 1835 r. w osadzie były cztery domy mieszkalne (wielorodzinne) i 49 mieszkańców, w 1870 r. 100 mieszkańców. W 1935 r. wśród mieszkańców wsi było 36 katolików, z których wszyscy uważali za swój język macierzysty zarówno polski, jak i niemiecki. W tym czasie w osadzie działał sklep kolonialny.
W czasie wojny, gdy front dotarł i w te okolice w styczniu 1945 r., osada mocno ucierpiała. 20 stycznia wojska radzieckie zastrzeliły kilkanaście osób, które dopiero po kilku dniach pozwolili pochować obok spalonej szkoły.
Przydrożna kapliczka (w lesie) została odnowiona około 2012 roku.

## Zabytki
- Dzwonniczka słupowa
- Kapliczka przydrożna
- Drewniany krzyż
- Tradycyjna zabudowa wiejska - domy z cegły, chałupa drewniana.